# ¿Acaso no soy una mujer?

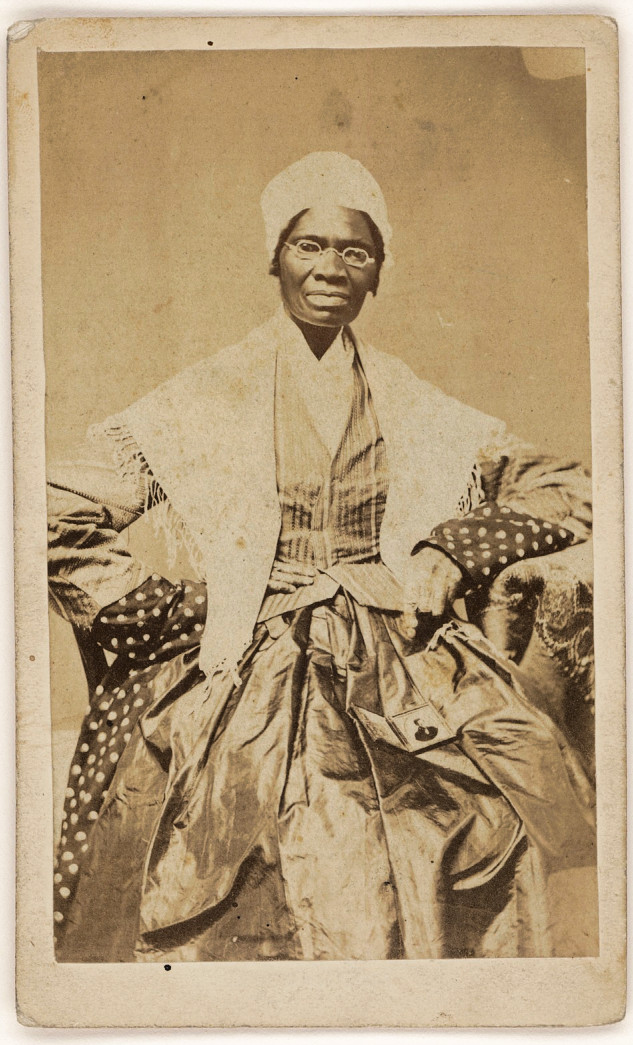
Sojourner Truth.

¿No soy una Mujer? es el nombre dado a un discurso pronunciado espontáneamente, por Sojourner Truth, (1797–1883), nacida en la esclavitud en el Estado de Nueva York. Después de obtener su libertad en 1827, se convirtió en una conocida oradora antiesclavista. Su famoso discurso fue pronunciado en la convención de Mujeres en Akron, Ohio, 29 de mayo de 1851, y originalmente no tenía título.
El discurso fue publicado brevemente en dos periódicos de la época, y una transcripción del discurso fue publicada en el Anti-Slavery Bugle el 21 de junio de 1851. Recibió mayor publicidad en 1863 durante la guerra civil estadounidense cuando Frances Dana Barker Gage publicó una versión, una que se conoció como Ain't I a Woman? debido a la repetida pregunta durante el discurso. Esta última versión, más conocida y más ampliamente disponible, ha sido la referenciada por muchos historiadores e historiadoras.

## Trasfondo

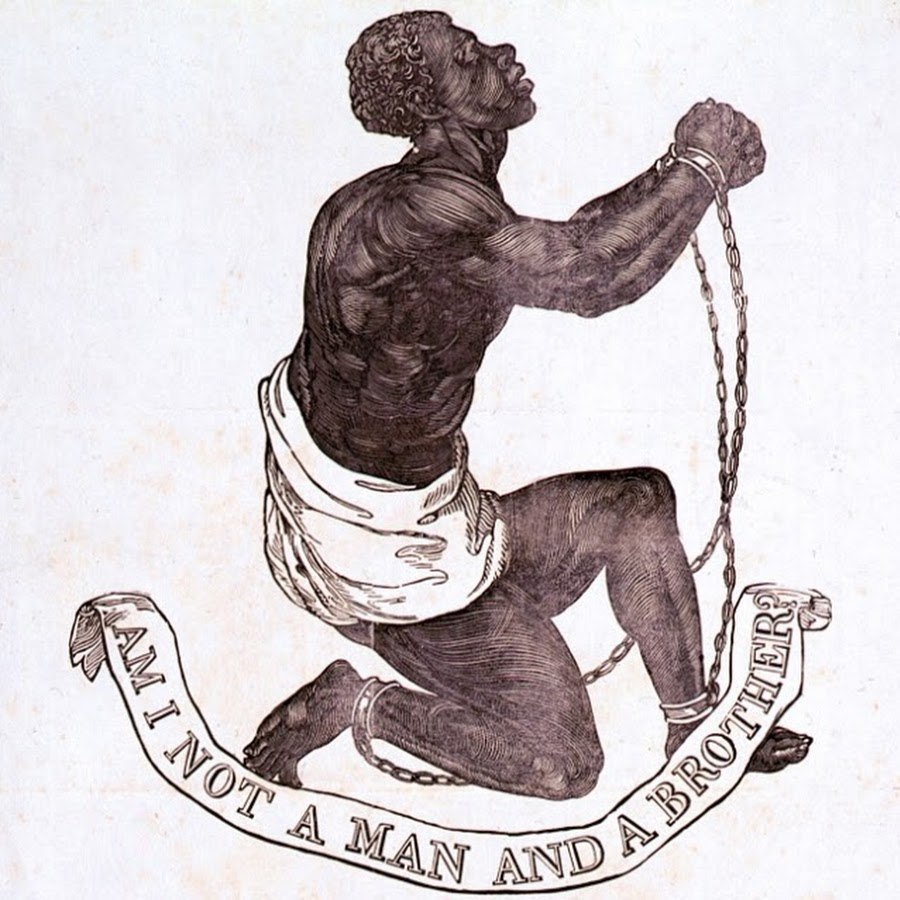
"¿No soy un Hombre y un Hermano?" – 1787 medallón diseñado por Josiah Wedgwood para la campaña antiesclavista británica.

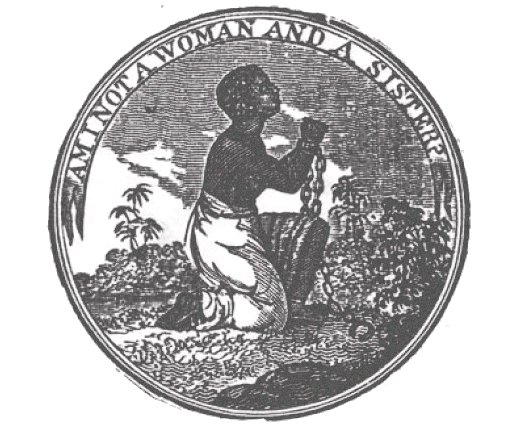
Imagen de la década de 1830 de una esclava que dice "¿No soy una Mujer y una Hermana?".

La frase "¿No soy un hombre y un hermano?" Había sido utilizado por abolicionistas británicos desde el siglo XVIII tardío para denunciar la inhumanidad de la esclavitud. Este lema masculino fue convertido en lema femenino en la década de 1820 por los abolicionistas británicos, luego, en 1830, el periódico abolicionista americano Genius of Universal Emancipation sacó una imagen de una esclava que pregunta "¿No soy una mujer y una hermana?" Esta imagen fue muy republicada en la década de 1830, y se convirtió en una moneda de cobre o token, pero sin el signo de interrogación, para dar una respuesta positiva a la pregunta. En 1833, la activista afroestadounidense Maria W. Stewart utilizó las palabras de este lema para defender los derechos de las mujeres de todas las razas. El historiador Jean Fagan Yellin argumentó en 1989 que este lema sirvió de inspiración para Sojourner Truth, quien era muy consciente de la gran diferencia en el nivel de opresión de las mujeres blancas frente a las negras. Truth estaba afirmando su género y raza al preguntar a la multitud: "¿No soy una mujer?"
Los primeros informes del discurso estuvieron publicados por New York Tribune el 6 de junio de 1851, y por The Liberator cinco días más tarde. Ambos relatos fueron breves, sin una transcripción completa. La primera transcripción completa fue publicada el 21 de junio en el Anti-Slavery Bugle por Marius Robinson, un abolicionista y editor de periódicos que actuó como el secretario de actas de la convención. La cuestión "Ain't I a Woman" no aparece en su relato.
Doce años más tarde, en mayo de 1863, Frances Dana Barker Gage publicó una transcripción muy diferente. En dicha transcripción, da a Truth muchas de las características del discurso de los esclavos sureños, e incluía material nuevo que Robinson no había reportado. La versión de Gage del discurso fue reeditada en 1875, 1881, y 1889, y se convirtió en el estándar histórico. Esta versión se conoce como "¿No soy una mujer?" por su repetido estribillo. El estilo de expresión de Truth no era como el de los esclavos sureños. Nació y creció en Nueva York, y habló sólo holandés hasta los nueve años de edad.
Las adiciones que Gage hizo al discurso de Truth incluyen las ideas de que ella podía soportar el látigo como un hombre, que nadie le ofrecía la tradicional deferencia caballeresca que se le debía a una mujer, y que la mayoría de sus 13 hijos fueron vendidos lejos de ella como esclavos. Se cree ampliamente que Truth tuvo cinco hijos, uno de los cuales fue vendido, y nunca se supo que reclamara más hijos. Otras inexactitudes en el informe de Gage de 1863 entran en conflicto con su propio informe contemporáneo: Gage escribió en 1851 que Akron en general y la prensa en particular eran muy amigables con la convención de los derechos de la mujer, pero en 1863 escribió que los líderes de la convención temían a los opositores de la "turba". Otros informes de testigos oculares del discurso de Truth contaron una historia diferente, una historia en la que todos los rostros estaban "radiantes de alegría" en la sesión en la que habló Truth; que ninguna "nota discordante" interrumpió la armonía de los procedimientos. En contraste con la versión posterior de Gage, Truth fue recibida calurosamente por los asistentes a la convención, la mayoría de los cuales eran abolicionistas de larga data, amigos de las ideas progresistas sobre raza y derechos civiles.

## El discurso

### 1851 versión de Robinson
Marius Robinson, quien asistió a la convención y trabajó con Truth, imprimió el discurso tal como lo transcribió en la edición del 21 de junio de 1851 del Anti-Slavery Bugle.

Uno de los discursos más singulares e interesantes de la convención fue pronunciado por Sojourner Truth, una esclava emancipada. Es imposible transferirlo al papel, o transmitir una idea adecuada del efecto que produjo en la audiencia. Sólo aquellos que vieron su forma poderosa, su alma entera, su gesto sincero, y escucharon sus tonos fuertes y veraces, pueden apreciarla. Se acercó a la plataforma y, dirigiéndose al Presidente, dijo con gran sencillez: "¿Puedo decir unas palabras?" Recibiendo una respuesta afirmativa, ella procedió:
Marius Robinson

- Quiero decir unas palabras sobre este asunto. Soy los derechos de una mujer [sic]. Tengo tanto músculo como cualquier hombre, y puedo hacer tanto trabajo como cualquier hombre. He arado y cosechado y descascarado y cortado y segado, y ¿puede cualquier hombre hacer más que eso? He oído hablar mucho de que los sexos son iguales. Puedo llevar tanto como cualquier hombre, y puedo comer tanto también, si puedo conseguirlo. Soy tan fuerte como cualquier hombre que lo sea ahora. En cuanto al intelecto, todo lo que puedo decir es, si una mujer toma una pinta, y un hombre un litro - ¿por qué no puede ella tomar su pinta llena? No deben asustarse de darnos nuestros derechos por miedo a que bebamos demasiado, porque no podemos beber más de lo que nuestra pinta pueda contener. Los pobres hombres parecen estar todos confundidos y no saben qué hacer. Porque niños, si tenéis los derechos de la mujer, dádnoslos y os sentiréis mejor. Tendrás tus propios derechos, y no te causarán tantos problemas. No puedo leer, pero puedo oír. He oído la Biblia y he aprendido que Eva hizo pecar al hombre. Bueno, si una mujer trastorna al mundo, dadle la oportunidad de volver a ponerlo en su sitio. La Señora ha hablado de Jesús, de que nunca despreció a la mujer, y ella tenía razón. Cuando Lázaro murió, María y Marta vinieron a él con fe y amor y le rogaron que levantara a su hermano. Y Jesús lloró y Lázaro salió. ¿Y cómo vino Jesús al mundo? Por Dios que lo creó y la mujer que lo dio a luz. Hombre, ¿dónde estaba tu parte? Pero las mujeres están subiendo bendecidas por Dios y algunos de los hombres están subiendo con ellas. Pero el hombre está en un lugar apretado, el pobre esclavo está sobre él, la mujer está sobre él, él está seguramente entre un halcón y un buitre.[15]

### 1863 versión de Gage
El discurso se recordó 12 años después por Gage, un activista en los derechos de la mujer y movimientos de abolición. Gage, quién presidía la reunión, describió el acontecimiento:

Los líderes del movimiento temblaron al ver a una mujer negra alta y demacrada con un vestido gris y un turbante blanco, con un sombrero de sol tosco, marchar deliberadamente hacia la iglesia, caminar con el aire de una reina por el pasillo, y sentarse en los escalones del púlpito. Se escuchó un zumbido de desaprobación por toda la casa, y cayó sobre el oído que escuchaba: 'Un asunto de abolición'". "¡Derechos de la mujer y negros!" "¡Te lo dije!" "¡Adelante, negra!". Una y otra vez, unos tímidos y temblorosos se me acercaban y me decían, con seriedad: "No la deje hablar, señora Gage, nos arruinará. Todos los periódicos del país tendrán nuestra causa mezclada con la abolición y los negros, y seremos totalmente denunciados". Mi única respuesta fue: "Ya veremos cuando llegue el momento".
El segundo día el trabajo se calentó. El ministro metodista, bautista, episcopal, presbiteriano y universalista vino a escuchar y discutir las resoluciones presentadas. Uno reclamaba derechos y privilegios superiores para el hombre, sobre la base de un "intelecto superior"; otro, debido a la "hombría de Cristo; si Dios hubiera deseado la igualdad de la mujer, habría dado alguna muestra de su voluntad a través del nacimiento, la vida y la muerte del Salvador". Otro nos dio una visión teológica del "pecado de nuestra primera madre".
En aquellos días había muy pocas mujeres que se atrevieran a "hablar en reunión"; y los augustos maestros del pueblo parecían estar sacando lo mejor de nosotros, mientras que los muchachos de las galerías, y los que se burlaban entre las bancas, disfrutaban enormemente de la incomodidad que suponían, de los "de mente fuerte". Algunos de los amigos de piel tierna estaban a punto de perder la dignidad, y la atmósfera se convirtió en una tormenta. Cuando, lentamente, desde su asiento en la esquina se levantó Sojourner Truth, quien, hasta ahora, apenas había levantado la cabeza. "¡No la dejes hablar!" me jadeó media docena en la oreja. Se movió lenta y solemnemente hacia adelante, puso su viejo sombrero a sus pies, y me miró a los ojos. Hubo un siseante sonido de desaprobación arriba y abajo. Me levanté y anuncié: "Verdad Extranjera", y rogué a la audiencia que guardara silencio por unos momentos.
El tumulto amainó de inmediato, y todos los ojos se fijaron en esta forma casi amazónica, que medía casi dos metros de altura, con la cabeza erguida, y los ojos perforando el aire como en un sueño. En su primera palabra hubo un profundo silencio. Hablaba en tonos profundos que, aunque no eran fuertes, llegaban a todos los oídos de la casa, y se alejaban a través de la muchedumbre de puertas y ventanas.
El siguiente es el discurso como Gage lo recordó en la Historia del Sufragio de la Mujer que, según ella, estaba en el dialecto original tal como fue presentado por Sojourner Truth:
"Bueno hijos, cuando hay mucho alboroto es porque algo está pasando. Creo que tanto los negros del Sur como las mujeres del Norte están todos hablando de derechos y a los hombres blancos no les queda más que ceder muy pronto. Pero, ¿de qué se trata de lo que estamos hablando aquí?"
"Los caballeros dicen que las mujeres necesitan ayuda para subir a las carretas y para pasar sobre los huecos en la calle y que deben tener el mejor puesto en todas partes. Pero a mi nadie nunca me ha ayudado a subir a las carretas o a saltar charcos de lodo o ¡me ha dado el mejor puesto!" Y alzándose a toda su altura, y su voz llevada a un tono como un trueno rodante, preguntó: "¿Acaso no soy una mujer? ¡Mírenme! ¡Miren mis brazos! (Y mostró su brazo derecho al hombro, mostrando su tremendo poder muscular). ¡He arado y sembrado, y trabajado en los establos y ningún hombre lo hizo nunca mejor que yo! Y ¿Acaso no soy una mujer? Puedo trabajar y comer tanto como un hombre si es que consigo alimento-y puedo aguantar el latigazo también! Y ¿acaso no soy una mujer? Parí trece hijos y vi como todos fueron vendidos como esclavos, cuando lloré junto a las penas de mi madre nadie, excepto Jesucristo, me escuchó y ¿acaso no soy una mujer?"
"Entonces se preguntan ¿Qué es lo que tiene en la cabeza? ¿Qué significa esto? (Un miembro de la audiencia sugiere “Intelecto”) -¡Exacto! ¿Qué tiene que ver todo esto con los derechos de las mujeres y de los negros?"
"Si mi cántaro solamente puede contener una pinta y el de ustedes un cuarto, no sería muy egoísta de parte de ustedes no dejarme tener mi pequeña mitad llena?" Señaló con el dedo y echó un vistazo al ministro que había presentado el argumento. Los vítores fueron largos y fuertes.
"Entonces el pequeño hombre vestido de negro dice que las mujeres no pueden tener tantos derechos como los hombres, porque Cristo no era una mujer. ¿De dónde vino Cristo? ¿De dónde vino Cristo? ¡De Dios y de una mujer! ¡El hombre no tuvo nada que ver con Él!" Oh, qué reprimenda fue para ese hombrecito.
Volviendo de nuevo a otro objetor, tomó la defensa de la Madre Eva. No pude seguirla a través de todo esto. Era punzante, ingeniosa y solemne; provocaba en casi todas las frases aplausos ensordecedores; y terminaba afirmando: "Si la mujer que Dios hizo alguna vez fue lo suficientemente fuerte como para poner el mundo patas arriba sola, estas mujeres juntas (y ella miró con sus ojos sobre la plataforma) deberían ser capaces de darle la vuelta, y volver a ponerlo de nuevo todo en orden. Y ahora ellas están pidiendo hacerlo, será mejor que los hombres las dejen". Una larga y continua ovación saludó a esto. "Gracias por haberme escuchado, ahora la vieja Sojourner no tiene más nada que añadir."

Gage describió el resultado: 
 Entre gritos de aplausos, regresó a su rincón, dejando a más de uno de nosotros con los ojos llenos y los corazones latiendo con gratitud. Nos había levantado en sus fuertes brazos y nos había llevado a salvo sobre la dificultad de cambiar la marea entera a nuestro favor. Nunca en mi vida he visto nada parecido a la influencia mágica que dominó el espíritu mafioso del día, y convirtió las burlas y burlas de una multitud emocionada en notas de respeto y admiración. Cientos de personas se apresuraron a estrecharle la mano, felicitar a la gloriosa y anciana madre y le dieron la velocidad de Dios en su misión de "testificar de nuevo con respecto a la maldad de esta 'única gente'". 

## Legado
No existe una versión oficial única e indiscutible del discurso de Truth. Robinson y Truth eran amigas que habían trabajado juntas en relación con la abolición de la esclavitud y los derechos de la mujer, y su informe es estrictamente su recuerdo sin comentarios adicionales. Como la versión de Robinson fue publicada en el Anti-Slavery Bugle, la audiencia se preocupa más por los derechos de los afroamericanos que por los de las mujeres; es posible que la versión de Robinson esté enmarcada para su audiencia. Aunque Truth colaboró con Robinson en la transcripción de su discurso, Truth no dictó su escritura palabra por palabra.
La versión estándar históricamente aceptada del discurso fue escrita por Gage, pero no hay informes de que Gage trabajara con Truth en la transcripción. Gage retrata la Verdad como usando un dialecto sureño, que los primeros informes del discurso no mencionan. Se decía que Truth se enorgullecía de su inglés hablado. El dialecto en la 1863 versión de Gage es menos severo que en su versión más tardía del discurso que publique en 1881. El dialecto en la versión de Gage de 1863 es menos severo que en su versión posterior del discurso que publicó en 1881. La rearticulación en las diferentes versiones publicadas de los escritos de Gage sirve como la transfiguración metonímica de Truth. Además, la multitud a la que se dirigió Truth ese día estaba formada principalmente por mujeres blancas y privilegiadas. En el recuerdo de Gage, ella describe que la multitud no quería que Truth hablara porque no querían que la gente confundiera la causa del sufragio con la abolición, a pesar de muchos informes de que Truth era bienvenida con respeto. Aunque la versión de Gage proporciona más contexto, está escrita como una narrativa: añade su propio comentario, creando una escena completa del evento, incluyendo las reacciones de la audiencia. Debido a que la versión de Gage se basa principalmente en su interpretación y en la forma en que ella eligió retratarla, no puede ser considerada una mera representación del evento.

### Pertinencia contemporánea
Ain't I a Woman, de Sojourner Truth, es una crítica al análisis de un solo eje de la dominación, y a cómo un análisis que ignora las identidades entrelazadas impide la liberación. Los académicos Avtar Brah y Ann Phoenix discuten cómo el discurso de Truth puede ser leído como una crítica intersectional de organizaciones activistas homogéneas. El discurso de Truth en la convención "deconstruye cada una de las principales reivindicaciones de la verdad sobre el género en una formación social patriarcal de esclavos", mientras pide a la audiencia que vea cómo se han cumplido sus expectativas de género dentro de su experiencia de vida. Brah y Phoenix escriben,
“Las reivindicaciones identitarias de Sojourner Truth son, por lo tanto, relacionales, construidas en relación con las mujeres blancas y todos los hombres y demuestran claramente que lo que llamamos 'identidades' no son objetos sino procesos constituidos en y a través de las relaciones de poder.”
El discurso de Truth da una idea de cómo las mujeres negras enfrentan la dominación bajo la esclavitud, y que la dominación a la que se enfrentaron fue específica debido a su negrura y su condición de mujeres juntas, y que al tratarlas como entidades separadas limita el potencial liberador de cualquier coalición unificada contra la dominación. La verdad desafía a la audiencia a confrontar su comprensión de la dominación colocando su experiencia vivida como mujer negra esclavizada en el primer plano de su política, y específicamente cómo es tanto negra como mujer.